# Flatterzunge
Flatterzunge (engl. fluttertongue, oder kurz flutter/flt., seltener auch ital. frullato) ist eine musikalische tremoloähnliche Verzierung oder Artikulationstechnik eines Blasinstruments. In der Literatur tritt sie besonders häufig bei Blechblasinstrumenten wie Trompete, Horn, Posaune und Tuba sowie bei Holzblasinstrumenten wie v. A. Flöte oder Saxophon auf, kann aber auch bei weiteren Blasinstrumenten erzeugt werden. Der Flatterzungeneffekt wird durch die Bildung eines rollenden R-Lautes mit der Zunge erzeugt. Sie ist zu unterscheiden von der Doppelzunge.
Die Technik ist eher eine modernere Artikulationsart. Eine der frühesten Verwendungen der Flatterzunge in der klassischen Musik fand in Tschaikowskis Nussknacker statt, wo die Flöten in der Eröffnung des finalen Aktes angewiesen werden, Flatterzunge zu spielen. Besonders im 20. Jahrhundert fand diese Spezialtechnik erhöhte Popularität. Beispielsweise Schönberg oder Schostakowitsch, aber auch einige Filmkomponisten benutzten die Technik gerne für angst- oder spannungserzeugende Klangeffekte, ganz ähnlich einem auf den Streichern gespielten Tremolo.
Ebenso gibt es in vielen Big-Band-Arrangements die Artikulationsanweisung ‚flutter‘. Besonders bei Posaunen gibt es ebenso sogenannte ‚growls‘, die auf eine komplexe Art die Flatterzungentechnik mit dem Einsatz eines Mutes (meist ‚Plunger‘) verbinden.
Eine besondere Verwendung findet sie in älteren Jazz-Stilen, etwa dem New Orleans, zur Erzeugung von Dirty tones, jedoch auch im Free Jazz. In der Rockmusik verwendet der Flötist Ian Anderson das Stilmittel häufig, oft auch in Verbindung mit anderen Techniken wie scharfem Anblasen und gleichzeitigem Stimm-Einsatz, um eine forcierte, raue Ausdrucksweise zu erzielen.
Notiert wird die Flatterzungentechnik üblicherweise durch einen Notenkopf mit Tremolostrichen und einer zusätzlichen Anmerkung wie „flz.“ über dem Notentext.

## Hörbeispiel
Flatterzunge eines Fagottsⓘ